# Thoreauia compressiventris
Thoreauia compressiventris är en stekelart som beskrevs av Girault 1916. Thoreauia compressiventris ingår i släktet Thoreauia och familjen hårstrimsteklar. Inga underarter finns listade i Catalogue of Life.